# 苇塘河
苇塘河，位于中华人民共和国内蒙古自治区东部的一条河流，是西拉木伦河右岸支流，是克什克腾旗与翁牛特旗之间的界河，发源于克什克腾旗新开地乡西南达日罕敖包，东北流至苇塘河村转北流，经克旗土城子镇，于土城子镇哈巴其拉村以东汇入西拉木伦河。河流全长81千米，流域面积1420平方千米，河道平均比降9.5‰，年均径流量0.41亿立方米。苇塘河上游为山地，中下游为低山草甸。